# Talita Caldas
Talita Caldas é uma política, musicista e tiktoker bolsonarista.

## Biografia
Em 2018, candidatou-se a deputada estadual pelo PSL no estado de Pernambuco, não se elegendo.
Caldas passou a compor músicas para atrair jovens à direita. Em 2018, ela compôs o jingle "Somos Todas Bolsonaro", sobre mulheres que votam em Jair Bolsonaro. A música tornou-se um sucesso na eleição presidencial de 2022. Ela chegou no 15.º lugar no "Trending Chart" do TikTok e seus vídeos chegaram de um a três milhões de visualizações. A música também tornou-se um sucesso entre os eleitores petistas, por ter um ritmo "grudento". Por isso, Caldas passou a ser conhecida como "Musa Bolsominion das Gays". Após o sucesso, anunciou a composição da música "Feminismo Inverso", que abordará como o feminismo fere os princípios e valores cristãos e ameaça a família. Outra música sua de sucesso é o "Trem da Corrupção", paródia de "Trem Bala", da cantora Ana Vilela.